# Hillesheimer Bach
Der Hillesheimer Bach ist ein linker Zufluss der Kyll in der Eifel im Landkreis Vulkaneifel in Rheinland-Pfalz.
Er hat eine Länge von 7,1 km und ein Einzugsgebiet von 7,75 km², die Gewässerkennziffer (GKZ) ist 266376.
Der Bach entspringt auf 547 m auf der Gemarkung von Berndorf unter dem Namen Im Seifen und mündet auf 383 m bei Bolsdorf, einem Stadtteil von Hillesheim.
Oberhalb von Hillesheim wird der Bach Ächterbach genannt. In Hillesheim ist der Bach teilweise verrohrt.
Ein linker Zufluss ist der 1,7 km lange Greisenbach (GKZ 2663762) bei Berndorf.